# Spring Arbor
Spring Arbor (anciennement nommée Charmille-des-Sources en français) est une petite ville du Comté de Jackson, Michigan. La Spring Arbor University, une université des arts libéraux, est affiliée à l'Église méthodiste libre.
Le village de Parma est situé au nord-ouest, le village de Concord est situé à l'ouest et le village de Hanover est situé au sud.

## Éducation
Il y a trois districts d'éducation qui dotent la ville de services d'éducation primaire et secondaire :
- Western School District
- Concord Community Schools
- Hanover-Horton Schools

L'École Primaire Luthérienne de la Trinité est située au nord-ouest de la ville. Elle est affiliée à l'Église Luthérienne-Missouri Synod.
L'Université de Spring Arbor est située à Spring Arbor. Établie en 1873 comme un séminaire de l'Église méthodiste libre, elle est devenue une école secondaire, puis une Université d'Associats, puis une Université de Bachelor et 30 avril 2004, elle est devenue une Université de Maître.
Le Jackson Community College nantit aussi la ville.

## Gouvernement
Spring Arbor est organisé comme un canton pour les services municipaux. Le canton est gouverné par un conseil du canton qui consiste d'un maire, d'un greffier, d'un trésorier et quatre conseillers. Tous les membres du conseil sont élus pour un mandat de quatre ans pendant l'élection du Président des États-Unis.
Les membres du conseil sont:
- Maire: Will DeGraaf (Républicain)
- Greffière: Randi DeVries (Républicaine)
- Trésorière: Gloria Melchiori (Républicaine)
- Conseillers: Marston Fortress, Patricia Short, Kevin Ganton, et John Williams (tous sont Républicains)

Les cours qui nantissent le canton sont:
- Cour de la Districte 12e
- Cour d'Appélat 4e
- Cour de Probat
- Il n'y aucune cour municipale.

## Histoire
Une tribu potawatomi y vivait jusqu'à l'organisation du canton par le Conseil Territorial en 1832. Le développement de ce village de Charmille-des-Sources fut alors vite arrêté à cause du déménagement du séminaire des Baptistes de Volonté Libre vers l'Université de Hillsdale.

## Commerce et Industrie
Il y a plusieurs maisons de repos, maisons de retraite et maisons de santé dans la ville. Beaucoup de ces maisons sont tenues par la famille Ganton.
L'Université emploie environ 275 enseignants et personnels sur le campus à la date de septembre 2004 ce qui en fait le plus grand employeur de la ville.
CMS Energy emploie un grand nombre de résidents de la ville, mais est situé à Jackson.

## Églises
- Méthodistes Libres
  - L'Église Méthodiste Libre de Spring Arbor, l'Église méthodiste libre plus grande au Michigan et le siège du Conférence du Sud du Michigan.
- Nazarènes
  - L'Église du Nazarene de Spring Arbor, fusionnée avec la Chapelle du Roi en 1992.
- Baptistes
  - l'Église Baptiste missionnaire de Spring Arbor.
- Apostolic
  - l'Église Apostolique de Calvary